# Агатодемон
Агатодемон или Агатос Демон (грч. ἀγαθοδαίμων, значи "добар дух") представља божанство нижег реда у грчкој митологији или је пак према другом предању дух (или демон) који је често повезиван са вином, виновом лозом, дух је винограда, њива, среће, здравља и мудрости.

## Култ
Агатодемона су славили и поштовали у Аркадији и Беотији. Иако није био од великог удела у грчкој митологији, у народу је његов култ био изузетно поштован. Наздрављало му се после гозбе, испијањем чаше чистог вина. Његов хтонски карактер показује његова веза са Трофонијем ,Сераписом, Хадом и Аполоном. У римској митологији је повезан са Бонус Евентусом.

## Демон
За Агатодемона је говорено да је демон, али у класичном смислу те речи, па се стога не сме поистовећивати са данашњим значењем дате речи. У класичној митологији су духови (демони) били добронамерни чувари и заштитници природе.

## Приказивање
Замишљан је с змијама око својих руку, а скулптор Еуфранор га је представио као младића са класјем, зделом и маком у руци.